# Sheryl Lee Ralph
Sheryl Lee Ralph (Waterbury, 30 de dezembro de 1956) é uma atriz, cantora, escritora e ativista americana. Ficou conhecida por interpretar Deena Jones no musical da Broadway Dreamgirls (1981), pelo qual recebeu uma indicação ao Tony Award de Melhor Atriz em Musical. Em 2022, venceu seu primeiro Emmy na categoria de Melhor Atriz Coadjuvante em Série de Comédia pela série Abbott Elementary.